# Панина, Елена Владимировна
Еле́на Влади́мировна Па́нина (род. 1948) — государственный деятель и политик; депутат Государственной думы II, IV, V, VI и VII созывов, член фракции «Единая Россия»

## Биография
Родилась 29 апреля 1948 года в Смоленской области в семье учителей. В 1970 году окончила Московский финансовый институт по специальности «Экономист». Окончила Высшую коммерческую школу при Академии внешней торговли СССР. Доктор экономических наук, профессор, академик РАЕН.
После вуза по распределению работала в Контрольно-ревизионном управлении Минфина РСФСР контролером-ревизором по Смоленской области, затем по Москве. В 1975 году перешла на работу в строительный комплекс Москвы, ЖБИ-7 объединения «Мосспецжелезобетон» Главмоспромстройматериалы, где работала заместителем генерального директора. В 1986 году избрана секретарём Люблинского райкома КПСС, дважды избиралась депутатом районного совета. В 1988 году переведена на работу в Московский горком КПСС руководителем социально-экономического отдела. В июле 1991 года стала генеральным директором Дирекции новых форм сотрудничества Торгово-промышленной палаты СССР, а в ноябре 1991 года возглавила Центр международных деловых проектов.

### Общественная и политическая деятельность
В 1991 году стояла у истоков создания Российского союза промышленников и предпринимателей, в настоящее время является вице-президентом РСПП.
В 1993 году принимала участие в работе Конституционного совещания, созванного на основе Указа Президента РФ «О порядке работы Конституционного совещания» от 2 июня 1993 года № 840 для выработки проекта новой Конституции России. Отстаивала принцип равенства субъектов Федерации и устройства местного самоуправления на принципах Земской реформы Александра II.
После октябрьских событий 1993 года, завершившихся разрушением системы Советов, выступила инициатором создания Общественно-политического объединения «Российское земское движение», учредительный съезд которого состоялся 3 ноября 1993 года, дата официальной регистрации — 8 декабря того же года. Главная задача движения — возродить земство как систему местного самоуправления. Основные требования уставной деятельности: возрождение духовных и нравственных основ российского общества и восстановление российских традиций самоуправления и государственного управления; участие в выработке решений органов государственной власти и органов местного самоуправления.
У истоков создания Российского земского движения стояли также известный российский скульптор, президент Международного фонда славянской письменности и культуры В. М. Клыков, председатель Союза писателей России В. Н. Ганичев, митрополит Смоленский и Калининградский Кирилл (ныне — Святейший Патриарх Московский и Всея Руси), губернатор Белгородской области Е. С. Савченко (в возглавляемом им регионе земские собрания успешно работают и по сей день) и другие.
Результатом совместной деятельности Российского земского движения и Союза российских городов стало развертывание в стране широкой дискуссии о путях развития местного самоуправления и, в частности, проведение в феврале 1995 года Всероссийского совещания по вопросам реализации конституционных положений о местном самоуправлении и организации государственной власти в субъектах Российской Федерации. Позднее в том же году был принят федеральный закон «Об общих принципах организации местного самоуправления в Российской Федерации» № 154-ФЗ, действовавший вплоть до 2009 года.
Елена Панина являлась председателем движения с момента создания по 2004 год. В настоящее время она возглавляет Совет РЗД, занимающийся в основном благотворительными и образовательными проектами.
10 апреля 2014 года при участии Российского земского движения в Москве прошла Всероссийская научная конференция «Российское земство второй половины XIX — начала XX веков и местное самоуправление сегодня», посвящённая 150-летию Великих земских реформ императора Александра II.
22 июня 1997 года победила на дополнительных выборах депутата Государственной думы по Павловскому одномандатному избирательному округу № 76 (Воронежская область), которые были назначены после того, как избранный в декабре 1995 года Александр Меркулов был назначен первым заместителем главы администрации Воронежской области. Была поддержана Российским земским движением и Народно-патриотическим союзом России (НПСР). По итогам голосования набрала почти 140 тысяч голосов избирателей, в то время, как кандидат, занявший второе место, получил чуть больше 28 тысяч голосов. В парламенте вошла в депутатскую группу «Народовластие», возглавляемую Николаем Рыжковым.
В сентябре 1999 года вместе с депутатами Степаном Сулакшиным и Геннадием Райковым объявила о создании группы, объединяющей независимых непартийных депутатов из разных регионов.
В феврале 2000 года во главе делегации Российского земского движения посетила Чеченскую Республику, в том числе только что освобожденный от боевиков Грозный. Члены делегации доставили в республику 17 тонн гуманитарного груза — от конфет и учебников до ниток — и встретились с военными и мирными жителями.
В июне 2002 года возглавила учреждённую в 1995 году Российскую объединённую промышленную партию. До неё пост председателя РОПП занимали Владимир Щербаков (1995—1997), Артур Чилингаров (1997—2000) и Юрий Сахарнов (2000—2002).
На выборах депутатов Государственной думы четвёртого созыва в декабре 2003 года баллотировалась по Люблинскому одномандатному избирательному округу № 195 и одержала победу, получив 103160 голосов избирателей, занявший второе место экс-министр финансов Борис Фёдоров набрал 35309 голосов. В парламенте заняла должность заместителя председателя Комитета Государственной думы по экономической политике, предпринимательству и туризму.
В 2006 году после внутрипартийной дискуссии съезд Российской объединённой промышленной партии принял решение о вхождении в состав Всероссийской политической партии «Единая Россия». С октября 2006 по ноябрь 2008 года Елена Панина возглавляла Комиссию Генерального совета ЕР по вопросам промышленной политики и была членом Президиума Гесовета партии. Аналогичные комиссии, которые возглавили выходцы из РОПП, были созданы при региональных отделениях «Единой России» в промышленных регионах. Еленой Паниной были разработаны и предложены руководству России «Основы промышленной политики страны».
С ноября 2008 года — член Президиума Центральной контрольно-ревизионной комиссии Всероссийской политической партии «Единая Россия».
В сентябре 2010 года после отставки Юрия Карабасова была избрана секретарём политсовета московской городской организации «Единой России». В феврале 2011 года, после того, как столичную парторганизацию по предложению лидера «Единой России» Владимира Путина возглавил Сергей Собянин, стала первым заместителем секретаря регионального политсовета.
После реформы избирательной системы и перехода к выборам нижней палаты российского парламента исключительно по партийным спискам ещё дважды (в 2007 и 2011 годах) становилась депутатом Государственной думы по списку партии «Единая Россия». Вместе с тем является убежденным сторонником отказа от данной системы выборов и перехода к избранию депутатов всех уровней только по одномандатным округам.
В Государственной думе пятого созыва (2007—2011) возглавляла Экспертный совет по вопросам авиационно-космического комплекса и Экспертный совет по вопросам законодательного обеспечения развития малого и среднего предпринимательства в промышленности.
В парламенте шестого созыва (с декабря 2011) являлась членом Комитета по экономической политике, инновационному развитию и предпринимательству. Председатель Экспертного совета по антимонопольной, ценовой и тарифной политике.
Соавтор законопроекта «О национальной промышленной политике в Российской Федерации». Законопроектом определено, что важнейшим приоритетом государства во внутренней и внешней политике должна стать реализация эффективной национальной промышленной политики, включающей поддержку отечественных производителей товаров и услуг, создание условий для производства инновационной продукции и т. д.
Автор и соавтор 85 федеральных законов, в том числе базовых законопроектов, сформировавших основу правового регулирования для целых направлений экономической деятельности: «О стратегическом планировании в Российской Федерации», «О промышленной политике», «О защите конкуренции», «Об особых экономических зонах в Российской Федерации», «О развитии малого и среднего предпринимательства в Российской Федерации», «Об объединениях работодателей» и других.
Избрана заместителем председателя Комиссии Государственной думы по строительству зданий и сооружений, предназначенных для размещения Парламентского центра. Первый заместитель руководителя внутрифракционной группы фракции «Единая Россия» в Государственной думе.
Председатель постоянной делегации Федерального собрания Российской Федерации в Межпарламентской Ассамблее Евразийского экономического сообщества (МПА ЕврАзЭС). Координатор депутатской группы по связям с парламентом Республики Словения.
Председатель попечительского совета международной экологической премии «EcoWorld»[значимость факта?].
Автор многих публикаций по различным аспектам современной экономики, государственного устройства, социально-трудовых отношений и формированию институтов гражданского общества.
В 2011 году вышла книга Е. В. Паниной «Взлеты и падения. Избранные главы экономической истории», в которой анализируются фундаментальные экономические процессы, которые происходили в разные исторические периоды и в разных странах, от III века до н. э. до начала XX века, во взаимосвязи с общественной и культурной жизнью, развитием философской и политической жизни.

## Законотворческая деятельность
С 1997 по 2019 год, в течение исполнения полномочий депутата Государственной Думы II, IV, V, VI и VII созывов, выступила соавтором 84 законодательных инициатив и поправок к проектам федеральных законов.

## Сведения о доходах и собственности
Согласно официальным данным, доход Паниной за 2015 год составил 22 900 376 рублей, за 2020 год 159 860 701,51 рублей. Также она владеет двумя квартирами и легковым автомобилем марки Lexus.

## Личная жизнь
Замужем второй раз (Вольдемарова — по первому мужу, Панина — по второму).
- Муж: Панин Александр Андреевич.

## Награды
- Орден «За заслуги перед Отечеством» IV степени (4 сентября 2023 года) — за достигнутые трудовые успехи и многолетнюю добросовестную работу[19]
- Орден Почёта (11 октября 2018 года) — за большой вклад в укрепление российской государственности, развитие парламентаризма и активную законотворческую деятельность[20]
- Орден Дружбы (21 мая 2008 года) — за заслуги в законотворческой деятельности, укреплении и развитии российской государственности[21]
- Медаль ордена «За заслуги перед Отечеством» II степени (15 марта 2004 года) — за достигнутые трудовые успехи и многолетнюю добросовестную работу[22]
- Медаль «В память 850-летия Москвы»
- Почётная грамота Президента Российской Федерации (9 октября 2014 года) — за заслуги в укреплении законности, активную законотворческую деятельность и многолетнюю добросовестную работу[23]
- Орден святой равноапостольной княгини Ольги (РПЦ)
- Знак отличия «За заслуги перед Москвой»
- Знак отличия «За безупречную службу городу Москве»
- Памятная юбилейная медаль «100 лет со дня учреждения Государственной Думы в России»
- Золотой Крест Заслуги (29 ноября 2004 года, Польша)[24]
- Лауреат Национальной премии общественного признания достижений женщин «Олимпия» Российской Академии бизнеса и предпринимательства[25] в 2002 г.